# 源春蘭之森站
源春蘭之森站（日语：／ Genjii-no-mori eki */?）是位於福岡縣田川郡赤村大字赤6933番2號，平成筑豐鐵道的田川線車站。車站編號為HC22。

## 歷史
- 1995年（平成7年）7月21日 - 車站啟用。

### 站名的來源
此站鄰近自然公園「源春蘭之森」。而源春蘭之森的名稱是來自此站附近可找到源氏螢火蟲，加上赤村村花春蘭的方言名中，以及赤村內7成都是森林的森組合而成。

## 車站構造
車站是一座地面車站，設有1面1線的單式月台。此站是無人車站。

## 使用狀況
- 在2018年度，1日平均上落車人次為37人[1]。
- 在2019年度，1日平均上落車人次為27人[1]。

## 車站周邊
- 源春蘭之森
- 源春蘭之森溫泉
- 赤村故鄉中心
- 守車「Yo9001（日语：国鉄ヨ9000形貨車）」存放在源春蘭之森內靜態保存（日语：静態保存）[3]。
- 第二石坂隧道（日语：第二石坂トンネル）…此站至崎山站之間的隧道

## 相鄰車站
平成筑豐鐵道
田川線
崎山（HC23）－源春蘭之森（HC22）－油須原（HC21）

## 注腳
1. 1 2 3  鉄道を未来につなぐために（令和元年度版） ︳ へいちくネット（平成筑豊鉄道） （页面存档备份，存于）（日語） 各站上落人次調査結果
2. ↑  名前の由来 （页面存档备份，存于）（日語） - 源春蘭之森
3. ↑  . RAIL FAN (鐵道友之會). 2002年10月, 49 (10): 21.

## 外部連結
- 源春蘭之森站 （页面存档备份，存于）（日語）（平成筑豐鐵道沿線情報網站）
- 源春蘭之森官方網站 （页面存档备份，存于）（日語）